# 六福客栈 (电影)
《六福客栈》（英語：The Inn of the Sixth Happiness）是二十世紀福斯于1958年出品的一部电影，根据第二次世界大战时在中国传教的英国女传教士艾伟德的真实故事改编而成。
此片由曾获奥斯卡最佳导演奖的Mark Robson导演，女主角艾伟德由英格丽·褒曼饰演，库尔特·尤尔根斯 饰演父亲为荷兰人的中国军官林南上校。羅伯特·多納特饰演艾伟德所居住村庄的官员，他在影片发行前去世。影片音乐由马尔科姆·阿诺德创作，摄像为Freddie Young。
影片原準備在台灣拍攝，但由於新聞局與電影公司對於「辱華」情節無法達成協議，最後在英国拍摄，外景地选在威尔士的斯诺登尼亚，影片中的儿童绝大多数是来自利物浦的华裔儿童。利物浦唐人街是欧洲最老的唐人街之一。

## 演员表
- 英格丽·褒曼 飾 格拉蒂丝·艾伟德
- 库尔特·尤尔根斯 飾 Captain Lin Nan
- 罗伯特·多纳特 飾 The Mandarin of Yang Cheng
- 迈克尔·大卫 飾 Hok-A
- Athene Seyler 飾 Jeannie Lawson
- 罗纳德·斯奎尔 飾 Sir Francis Jamison
- Moultrie Kelsall 飾 Dr. Robinson
- 理查德·沃迪斯 飾 Mr. Murfin
- Peter Chong 飾 Yang
- 周采芹 飾 Sui-Lan
- 郭弼 飾 Li